# 魔神館事件 夏と少女とサツリク風景
『魔神館事件 夏と少女とサツリク風景』（まじんかんじけん なつとしょうじょとサツリクふうけい）は、椙本孝思による日本の推理小説。角川書店より2007年9月に刊行された。

## 概要
〈迷探偵黒彦〉シリーズ第1弾。嵐によって外部との連絡手段と交通手段を絶たれた館で起こる連続殺人事件を描く。表紙イラストは箸井地図が担当している。2012年9月に角川文庫（角川書店）より文庫版が刊行された。文庫版の表紙イラストはtoi8が担当している。
キャッチコピーは「“館ミステリ”への挑戦状」。

## あらすじ
8月、高校2年の夏休み、白鷹黒彦は父の知人から館の落成パーティに招かれる。館に集まったのは星座の異なる11人。しかしその館で殺人事件が起こり、台風の直撃もあって外部との連絡手段と交通手段も断たれてしまう。
その後も次々に起こる殺人事件。黒彦はこれ以上犠牲者を増やさないために推理を開始する。
発端
白鷹黒彦に父・武雄の知人から電話がかかる。それは父を館の落成パーティに招待するという内容のものだった。しかし、黒彦の両親は11年前に自動車事故で亡くなっていた。そのことを伝えると、相手は黒彦の正座を聞き、そして、父の代わりに黒彦をパーティに招待する。
1日目
信州奥地の無人駅、白鷹黒彦は、同じく館からの迎えを待っていた犬神兄妹と出会う。やがて迎えに来た館のメイド・鶴原三鳥に連れられ、台風が近づく中、森を進み、一行は魔神館に到着する。魔神館の中央には魔神をかたどった巨大な石像があり、その周りには十二宮をかたどった石像があった。魔神館には黒彦を含め11人の人間がいた。歓談後、落成パーティが始まる。
パーティの途中、館の主・東作茂丸が魔神館は明治・大正時代の西洋建築家であり魔術師でもあった香具土深良が魔神を崇めるために建てたものであること、黒彦たちが呼ばれた条件に星座が関係していること、香具土が獅子宮の部屋で魔神に生命を吹き込むために自殺したことを語る。
その晩、黒彦は夢を見る。暗い世界にいる夢。必死に訴える女性の声。やがて衝撃に襲われ、暗い世界は赤い世界に変わる。黒彦の側には女性が横たわっていた。
2日目
処女宮の部屋で東作の遺体が発見される。遺体は顔の左半分が潰されていた。また、乙女座像の顔面が破壊されていた。残った10人は犯人の手掛かりを求めて館の捜索を行い、獅子宮の部屋でドイツ語のメモを見つける。そこに記されていたのは、十二宮を生贄に魔神を召喚する内容の詩だった。
夕食後、黒彦は犬神兄妹がいる宝瓶宮の部屋に行き、10人のアリバイの整理をする。そこで黒彦は、清秀から東作の首に索条痕があったことを聞かされる。
その晩、黒彦は再び夢を見る。赤い世界。側に倒れている女性も何もかもが真っ赤に染まっている。黒彦の前には黒い男が立っていた。黒い男は言う。「カグツチは、復讐せよと言った」。
3日目
館の外にあるゴミ捨て場付近で西木の遺体が発見される。遺体は胸に石の矢を受け、そのまま木に磔にされていた。また、牡羊座像の胸に穴が開き、射手座像の石の矢が無くなっていた。
その晩、黒彦は三度目の赤い世界の夢を見る。黒い男は黒彦に対し、『カグツチフカラ』の代弁者である自分を恨み呪えという。そして黒い男が名を名乗る。
4日目
双魚宮の部屋の浴室で久佐川の遺体が発見される。死因は溺死だったが、遺体は浴室の床にあり浴槽には湯がなかった。また、魚座像の表面が削り取られていた。
黒彦は毎晩見る赤い世界の夢が気になっていた。黒彦は香具土深良を知っていた。黒彦は獅子宮の部屋で東作が残した1冊のスクラップブックを見つけ、果菜と合流する。スクラップブックにまとめられていたのは香具土深良についての記事と東作についての記事、そして黒彦の両親が何者かによって殺害されたという記事だった。
叔父から聞かされていたのと異なる死因にパニックになる黒彦。果菜によって冷静さを取り戻し、赤い世界の夢が現実にあったことだと理解する。そして黒彦は1つの疑問を持ち、そこから今までの事件を推理する。
黒彦は事件の犯人は妻木であると推理し、全員の前で発表する。しかし黒彦の推理が正しいのは半分だけだった。妻木は東作の殺害のみ認めたがその方法は絞殺であり、顔は潰していないという。彼もまた、事件に怯えていたのだった。
5日目
黒彦たちはもう一度手分けして館の内外を調べる。途中、黒彦が十二宮の像を見ると双子座像のつながれた腕の肘から下が欠け落ちていた。急いで果菜を探す黒彦は、人馬宮の部屋で頭部から血を流して倒れている果菜を発見する。

## 登場人物
白鷹 黒彦（）
人馬宮。高校生。16歳。12月10日生まれ。父親の代わりに魔神館の落成パーティに呼ばれる。
犬神 清秀（）
宝瓶宮。世界最高の知性と呼ばれた天才。落成パーティに参加する気はなかったが、果菜が行きたがったため参加する。
犬神 果菜（）
双児宮。清秀の妹。14歳。6月1日生まれ。とても元気で誰に対しても物怖じすることなく話しかける。
姫草 泰道（）
天秤宮。医師。長野県内にある東作一族の病院に勤務している。
蒲生 聖（）
天蝎宮。料理人。フランスから帰国後、東作に招かれる。
久佐川 欄平（）
双魚宮。コンピュータ技術者・実業家。やや長めのくせ毛と眼鏡が特徴。
赤岩 瑠美（）
巨蟹宮。画家。大きくカールした髪と意志の強そうな眉と目、高く通った鼻を持つ美女。
鶴原 三鳥（）
金牛宮。魔神館のメイド。大きな眼鏡をかけている。
西木 露子（）
白羊宮。魔神館のメイド。
東作 茂丸（）
処女宮。魔神館の主。
妻木 悟（）
磨羯宮。東作の執事。背の低い中年の男性。
香具土 深良（）
獅子宮。明治・大正時代の西洋建築家。渡欧して西洋の石造建築と魔術を学び、日本でも石造建築を広めようとしたが失敗、魔術へ傾倒する。魔神館を建築し、獅子宮の部屋で自殺した。